# Duncan Watts
Pour les articles homonymes, voir Watts (nom de famille).
Duncan James Watts est un sociologue australien né le 20 février 1971 spécialiste de l'analyse des réseaux sociaux. Il est actuellement professeur à l'université de Pennsylvanie. Auparavant chercheur au centre de recherche de Microsoft, il est particulièrement connu pour ses travaux sur les réseaux petit-monde,,,,,,,,. 

## Biographie
Duncan James Watts naît le 20 février 1971 à Guelph en Ontario. Il obtient un bachelor of science à l'université de Nouvelle-Galles du Sud. Il passe sa thèse à l'université Cornell sous la supervision de Steven Strogatz, avec qui il publiera par la suite de nombreux travaux.

## Travaux
Son travail avec Steven Strogatz, dont les résultats ont été publiés dans Nature en 1998 sous le titre "Collective dynamics of small-world networks" et dans lequel il présente un modèle de graphe présentant les propriétés d'un réseau petit-monde, appelé modèle de Watts–Strogatz, est probablement sa contribution la plus connue. Ce papier est considéré comme une contribution particulièrement importante dans l'étude des réseaux complexes. C'est l'article d'analyse de réseaux le plus cité entre 1998 et 2008, le sixième article le plus cité en physique et le 63ème article le plus cité de tous les temps (en octobre 2014) avec près de 40 000 citations,.